# فریدون صفرف
فریدون صفرف (ترکی آذربایجانی: Firudin Səttar oğlu Səfərov; ۱ اوت ۱۹۳۳ – ۲۶ ژوئیهٔ ۲۰۲۴) کارگردان تئاتر آذربایجانی، استاد کنسرواتوار دولتی تاشکند، هنرمند خلق جمهوری شوروی سوسیالیستی ازبکستان (۱۹۸۶) و هنرمند خلق آذربایجان (۱۹۹۲) است.

## زندگی‌نامه
فریدون صفرف ۱ ماه اوت سال ۱۹۳۳ در شهر باکو به دنیا آمد. وی دانش‌آموخته رشته سازهای کوبه ای کنسرواتوار دولتی عزیر حاجی‌بیگف بود. سپس در دانشکده کارگردانی تئاتر موزیکال کنسرواتوار سن پترزبورگ به ادامه تحصیل پرداخت.
فریدون صفرف پس از آنکه به عنوان نوازنده در ارکستر دولتی سمفونیک آذربایجان به نام عزیر حاجی‌بیگف به رهبری نیازی، رهبر ارکستر، مشغول به کار شد، به عنوان مدیر تولید در آکادمی ملی اپرا و تئاتر باله آذربایجان به فعالیت‌های هنری خود ادامه بخشید.
در سال ۱۹۷۷ بود که فریدون صفرف به تئاتر نوایی دعوت شد و از همان سال به بعد در آنجا کار کرد. وی استاد دانشکده آموزش اپرا در کنسرواتوار دولتی تاشکند بود.
فریدون صفرف در ۲۶ ژوئیه سال ۲۰۲۴ و در سن ۹۰ سالگی درگذشت.

## جوایز
- هنرمند خلق ازبکستان شوروی - ۱۹۸۶
- هنرمند خلق آذربایجان — ۱۰ سپتامبر 1992[۳]
- جایزه دولتی حمزه - ۱۹۸۱
- نشان ترقی - ۱۳ مارس 2006[۴]